# Shawn Weatherly
Shawn Weatherly (Sumter, 24 juli 1959) is een Amerikaanse actrice.

## Levensloop en carrière
Weatherly werd in 1980 Miss USA en Miss Universe. In 1986 speelde ze mee in Police Academy 3. Tussen 1989 en 1990 speelde ze een hoofdrol in Baywatch.
- Biblioteca Nacional de España: XX4932091
- Bibliothèque nationale de France: cb14238205w (data)
- Gemeinsame Normdatei: 1169690599
- International Standard Name Identifier: 0000 0000 7827 1979
- Library of Congress Control Number: n94033625
- Virtual International Authority File: 120164188